# Lista președinților Înaltei Curți de Casație și Justiție
Lista președinților Înaltei Curți de Casație și Justiție
| Nr.                                 | Prenume, Nume                       | Începerea mandatului                | Finalul mandatului                  |
| Înalta Curte de Casație și Justiție | Înalta Curte de Casație și Justiție | Înalta Curte de Casație și Justiție | Înalta Curte de Casație și Justiție |
| ----------------------------------- | ----------------------------------- | ----------------------------------- | ----------------------------------- |
| 1                                   | Vasile Sturdza                      | 14 februarie 1862                   | 19 octombrie 1868                   |
| 2                                   | Constantin Hurmuzache               | 24 octombrie 1868                   | 8 martie 1869                       |
| 3                                   | Scarlat Fălcoianu                   | 8 martie 1869                       | 3 septembrie 1876                   |
| 4                                   | Alexandru Crețescu                  | 3 septembrie 1876                   | 15 octombrie 1886                   |
| 5                                   | Constantin Schina                   | 15 octombrie 1886                   | 1 aprilie 1906                      |
| 6                                   | Scarlat Ferekyde                    | 1 aprilie 1906                      | 1 mai 1909                          |
| 7                                   | Gheorghe N. Bagdat                  | 1 mai 1909                          | 1 octombrie 1911                    |
| 8                                   | Corneliu Manolescu-Râmniceanu       | 1911                                | 1918                                |
| 9                                   | Victor Râmniceanu                   | 1919                                | 5 august 1924                       |
| 10                                  | Gheorghe V. Buzdugan                | 5 august 1924                       | 5 iunie 1927                        |
| 11                                  | Oscar Niculescu                     | 5 august 1927                       | 7 noiembrie 1930                    |
| 12                                  | Ion Stambulescu                     | 7 noiembrie 1930                    | 17 februarie 1931                   |
| 13                                  | Dimitrie Volanschi                  | 24 martie 1931                      | 1 iunie 1938                        |
| 14                                  | Andrei Rădulescu                    | 1 iunie 1938                        | septembrie 1940                     |
| 15                                  | Dimitrie Lupu                       | septembrie 1940                     | 1944                                |
| 16                                  | Oconel Cireș                        | 1944                                | 1945                                |
| 17                                  | Petre Davidescu                     | 1945                                | 1947                                |
| (16)                                | Oconel Cireș                        | 1947                                | 1948                                |
| Curtea Supremă                      |                                     |                                     |                                     |
| (16)                                | Oconel Cireș                        | 1949                                | 1 aprilie 1949                      |
| 18                                  | Gheorghe Stere                      | 1 aprilie 1949                      | 1 august 1952                       |
| Tribunalul Suprem                   |                                     |                                     |                                     |
| 18                                  | Gheorghe Stere                      | 1 august 1952                       | 24 ianuarie 1953                    |
| 19                                  | Stelian Nițulescu                   | 24 ianuarie 1953                    | 1 iulie 1954                        |
| 20                                  | Alexandru Voitinovici               | 1 iulie 1954                        | martie 1967                         |
| 21                                  | Emilian Nucescu                     | martie 1967                         | august 1975                         |
| 22                                  | Constantin Stătescu                 | august 1975                         | ianuarie 1977                       |
| 23                                  | Iustin Grigoraș                     | ianuarie 1977                       | noiembrie 1979                      |
| 24                                  | Ioan Sălăjan                        | noiembrie 1979                      | 27 decembrie 1989                   |
| Curtea Supremă de Justiție          |                                     |                                     |                                     |
| 24                                  | Ioan Sălăjan                        | 27 decembrie 1989                   | 3 ianuarie 1990                     |
| 25                                  | Teodor Vasiliu                      | 3 ianuarie 1990                     | 20 iulie 1990                       |
| 26                                  | Teofil Pop                          | 20 iulie 1990                       | 17 iunie 1992                       |
| 27                                  | Valeriu Bogdănescu                  | 13 iulie 1992                       | 25 iulie 1994                       |
| 28                                  | Gheorghe Uglean                     | 20 decembrie 1994                   | 20 iunie 1998                       |
| 29                                  | Sorin Moisescu                      | 20 iunie 1998                       | 6 aprilie 2000                      |
| 30                                  | Paul Florea                         | 27 aprilie 2000                     | 18 octombrie 2003                   |
| Înalta Curte de Casație și Justiție |                                     |                                     |                                     |
| 30                                  | Paul Florea                         | 18 octombrie 2003                   | 16 iunie 2004                       |
| 31                                  | Nicolae Popa (profesor)             | 14 iulie 2004                       | 14 septembrie 2009                  |
| 32                                  | Lidia Bărbulescu                    | 14 septembrie 2009                  | 15 septembrie 2010                  |
| 33                                  | Doina Livia Stanciu                 | 17 septembrie 2010                  | iunie 2016                          |
| 34                                  | Iulia Tarcea                        | 14 septembrie 2016                  | 13 septembrie 2019                  |
| 35                                  | Corina Corbu                        | 14 septembrie 2019                  | în funcție                          |